# Sangraal, la spada di fuoco
Sangraal, la spada di fuoco è un film italiano del 1982, diretto da Michele Massimo Tarantini (con lo pseudonimo di Michael E. Lemick) e interpretato da Peter McCoy e Sabrina Siani.

## Trama
Sangraal, figlio di Ator, è l'erede del pacifico popolo delle paludi. Alla nascita fu salvato dalla sua balia, mentre i suoi genitori e quasi tutto il suo popolo fu trucidato da un vicino popolo ribelle. Divenuto adulto, Sangraal si pone alla testa di un manipolo di uomini coraggiosi e parte alla ricerca di una "terra promessa" in cui stabilirsi e vivere in pace.
Durante il viaggio, per difendere una colonia di tranquilli pastori, si scontra con gli uomini di Nantuk, un capo violento e crudele protetto dalla Dea del Fuoco. Nello scontro tra Sangraal e Nantuk, viene uccisa anche Lange, la donna di cui Sangraal era innamorato; lo stesso Sangraal - fatto prigioniero - viene salvato in extremis dalla bella Ati, figlia del capo dei pastori. Sangraal, per placare il suo animo e ritrovare la pace parte alla ricerca del saggio Rudak, nella speranza che questi possa restituire la vita a Lange.
Dopo varie peripezie e dopo essersi "purificato" attraverso la sofferenza e il superamento di varie difficoltà incontra finalmente il "profeta" che gli ordina di continuare a lottare contro le forze del male, ma solo per amore di giustizia, non per spirito di vendetta. Sangraal, irrobustito nella fede per la giustizia, affronta Nantuk e lo uccide distruggendo con lui anche la dea che lo proteggeva.